# La mujer más fea del mundo
La mujer más fea del mundo és una pel·lícula espanyola de ciència-ficció dirigida el 1999 per Miguel Bardem Aguado, on vol fer una reflexió sobre la solitud al món modern. La música fou composta pel cosí del director, Juan Bardem Aguado, i va suposar el debut cinematogràfic d'Elia Galera.

## Argument
La trama s'estructura des de l'inici fins a ben avançat el film en dues línies que corren paral·leles: la recerca que el tinent Arribas (Roberto Alvárez) i el seu equip realitzen a tenor d'un misteriós assassinat ocorregut en una residència d'ancians, pel que sembla perpetrat per una monja, entrallaçada amb la vida de la bella Lola Otero (Elia Galera), una femme fatale devoradora d'homes que amaga un misteriós secret. A resultes de la recerca del Tinent Arribas, que es tanca cada nit en la solitud del seu apartament i que també amaga un secret, i el seu ajudant, el quec i enamoradís sergent Pelayo (Javivi), descobreixen que un estrany professor, el Dr Werner (Héctor Alterio) pot estar implicat. Això els posa en la pista d'una pacient deforme a la que el doctor va atendre en el passat: Lola Otero, que es va transformar en la bella dona que és ara. Alhora comença a haver-hi flashbacks de la trista adolescència de Lola i els seus desenganys, i tot aquest odi l'ha tornat boja. A partir d'aquest moment la recerca pren cos i certes tràgiques desaparicions i assassinats de misses Espanya semblen apuntar a la trastornada Lola com a autora dels crims.

## Repartiment
- Elia Galera (Lola Otero)
- Alberto San Juan (Luis Casanova)
- Alicia Agut (monja)
- Anabel Alonso (Rocío)
- Carlos Lucas (ajudant del forense)
- Roberto Álvarez (Tinent Arribas)
- Javivi (Sergent Pelayo)
- Héctor Alterio (Dr. Werner)
- Guillermo Toledo (Lafuente)
- Inma del Moral (Vicky)
- Eloi Yebra (Macarra)

## Nominacions i premis
XIV Premis Goya
| Categoria                 | Persona                                                 | Resultat |
| ------------------------- | ------------------------------------------------------- | -------- |
| Millor director novell    | Miguel Bardem                                           | Nominat  |
| Millors efectes especials | Alejandro Álvarez David Martí José Álvarez Reyes Abades | Nominats |

Va rebre el gran premi de plata al Fantasporto i fou nominada al Festival Internacional de Cinema Fantàstic de Sitges de 1999.